# Mein Herzblatt

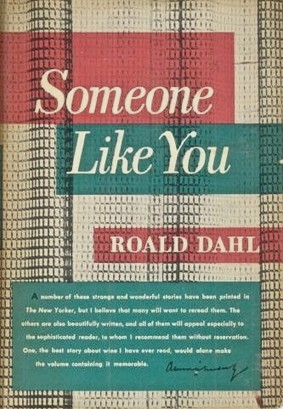
Someone Like You – vordere Umschlagseite der Erstauflage von 1953

Mein Herzblatt ist eine Kurzgeschichte des britischen Schriftstellers Roald Dahl (1916–1990). Sie wurde unter dem Originaltitel My Lady Love, My Dove erstmals am 21. Juni 1952 in der amerikanischen Zeitschrift The New Yorker veröffentlicht. Die erstmalige Veröffentlichung in einer Sammlung erfolgte 1953 in Dahls zweiter Sammlung von Kurzgeschichten mit dem Titel Someone Like You. Die deutsche Übersetzung Mein Herzblatt von Hans-Heinrich Wellmann wurde erstmals 1967 in der Sammlung ...und noch ein Küßchen! (Inhalt wie in Someone Like You) herausgegeben.

## Handlung
Arthur ist mit der sehr bestimmenden und herrischen Pamela verheiratet, die er trotz allem liebt. Nach Streitigkeiten zieht er sich zu Arbeiten in den Garten zurück, widmet sich seiner Schmetterlingssammlung oder schreibt an einem Fachvortrag über Schmetterlinge. Für das Wochenende über erwarten sie den erneuten Besuch des jungen Ehepaares Sally und Henry Snape aus London. Arthur mag die beiden jungen Leute, Pamela aber kann sie nicht ausstehen. Sie hat sie lediglich eingeladen, weil sie ausgezeichnete Bridge-Spieler sind und auch bei jedem Kartenspiel um einen ansehnlichen Einsatz spielen. Der reichen Pamela, der auch das Haus und der Garten gehören, geht es dabei nicht ums Geld gewinnen; beim Bridge-Spiel gehört es unter Meisterspielern einfach zum guten Ton, auch um einen hohen Einsatz zu spielen.
Am Freitagnachmittag, ein paar Stunden vor dem erwarteten Eintreffen der Snapes, kommt Pamela auf die Idee, aus Spaß am heimlichen Belauschen ein Mikrofon im Schlafzimmer der Snapes zu verstecken und es mit dem im eigenen Schlafzimmer stehenden Radio, das als Lautsprecher dienen soll, zu verbinden. Arthur ist dagegen und weigert sich, dabei mitzumachen. Pamela bearbeitet daraufhin hartnäckig ihren Mann, der schließlich wie gewohnt nachgibt. Er versteckt das Mikrofon im Gästezimmer der Snapes unter den Sprungfedern des Sofas, leitet den Draht unter dem Teppich zur Tür, versteckt den Draht in einer von ihm angefertigten Nut in der hölzernen Türschwelle, befestigt den Draht möglichst unauffällig an der Fußbodenleiste des Ganges und leitet ihn schließlich ins eigene Schlafzimmer.
Vor dem abendlichen Kartenspiel erweisen sich die jungen Snapes, die beide sehr gutaussehend sind, als freundliche, charmante und humorvolle Gesprächspartner mit guten Umgangsformen. Henry Snape gibt an, in der Eliteschule in Eton zur Schule gegangen zu sein, was sogar die sonst den Snapes kritisch gegenüberstehende Pamela beeindruckt. Schließlich kommen sie nach dem Abendessen zum Kartenspiel, wobei die Snapes stark überlegen sind. Schließlich macht Sally Snape einen haarsträubenden Fehler, was zum Verlust einer hohen Punktzahl und einem damit verbundenen hohen Geldverlust führt. Ihr Mann Henry ist trotz des Fehlers sehr nett und freundlich zu ihr und küsst sie. Anschließend – es ist bereits nach Mitternacht – beenden die zwei Ehepaare das Spiel und gehen ins Obergeschoss in ihre Schlafzimmer.
Nach dem Einschalten des Lautsprechers hören Pamela und Arthur gespannt dem Gespräch der Snapes zu. Für sie ist das Gehörte kaum fassbar: Henry ändert wie ausgewechselt sein Verhalten gegenüber Sally, beschimpft sie, wird ihr gegenüber ausfällig und hält ihr ihren Fehler beim Kartenspiel vor. Sally beteuert mehrmals unterwürfig, dass dies nicht mehr vorkommen wird. Henry übt starken Druck auf Sally aus und fängt sofort an, mit seiner wehrlosen Frau Kartenspielübungen zu machen.
Es stellt sich beim geheimen Abhören heraus, dass die Snapes Falschspieler sind und ihren Lebensunterhalt damit finanzieren. An der Fingerhaltung, an der speziellen Betonung bestimmter Wörter beim Reizen und an der Verwendung bestimmter Schlüsselwörter erkennt Sally, welche Karten ihr Partner in der Hand hat und beeinflusst daraufhin zu Gunsten der Snapes den Fortgang des Spiels.
Ein Anschuldigen der Snapes ist ohne Zugeben des geheimen Abhörens ausgeschlossen. Daraufhin kommt Pamela auf die Idee, die Kartenspieltricks, von denen sie fasziniert ist, mit Arthur ebenfalls einzuüben. Als er sich widersetzt und ihr widerspricht, antwortet sie: „Arthur, ich wollte wirklich, du würdest mir nicht dauernd widersprechen. Genau das werden wir tun. Los, hol ein Spiel Karten; wir fangen sofort an.“